# Fredrik Vilhelm I av Brandenburg
Fredrik Vilhelm av Brandenburg (ty. Friedrich Wilhelm von Brandenburg, der Grosse Kurfürst ["den store kurfursten"]), född 16 februari 1620, död 29 april 1688, var kurfurste och markgreve av Brandenburg samt hertig av Preussen från 1640 till sin död.

## Biografi
Fredrik Vilhelm var son till Georg Vilhelm av Brandenburg och dennes hustru Elisabeth Charlotta av Pfalz. Som ung vistades han flera år i Nederländerna, där han tog starka intryck och knöt kontakter med Fredrik Henrik av Oranien, vars dotter han 1646 gifte sig med, sedan de sedan Gustav II Adolfs livstid dryftade planerna på ett giftermål med hans dotter Kristina strandat.
Faderns gunstling Adam von Schwarzenberg och den av honom förda kejsarvänliga politiken, som för en osäker vinst prisgett landet åt svenskarnas härjningar, ogillades av Fredrik Vilhelm, som efter faderns död 1640 inledde stilleståndsförhandlingar med svenskarna. Även om det slutna fördraget aldrig ratificerades, upphörde alla fientligheter, och Fredrik Vilhelm avskedade nästan alla sina trupper, något han senare bittert ångrade. Utan maktmedel men med stor ihärdighet drev sedan Fredrik Vilhelm på Westfaliska fredskongressen sina arvsanspråk på Pommern och lyckades tack vare stöd för Nederländerna och Frankrike rädda en del av detta land och få en riklig ersättning för resten.
Under de följande åren lade han ned stort arbete på grundvalen till en ny, mer effektiv förvaltning och en stående här och lyckades åtminstone i vissa av sina stater öka sin makt på ständernas bekostnad. Genom den sparsamma finansförvaltningen drev han upp sina årliga inkomster till nära 2,5 miljoner thaler, och därigenom blev det möjligt för honom att underhålla en stående här om 30 000 man. På detta sätt blev han skaparen av den preussiska armén och därmed också grundläggaren av Tysklands framtida enhet.
Ett mindre välbetänkt försök att med vapenmakt lösa tvisten om det Jülichska arvet misslyckades. Först 1666 kom en definitiv delning i godo till stånd. När Karl X Gustaf 1655 angrep Polen, blev Fredrik Vilhelms läge ganska besvärligt. För den polske kungen, som var hans länsherre och endast på betungande villkor förlänat honom Ostpreussen hade han visserligen mycket lite sympati, men Sveriges växande makt innebar samtidigt ett stort hot. I januari 1656 tvingades Fredrik Vilhelm visserligen erkänna Sveriges överhöghet över Ostpreussen, men med stor diplomatisk skicklighet och kallsinnighet lyckades han spela sina kort så väl, att först Sverige och sedan Polen erkände hans suveränitet, vilken 1660 bekräftades genom freden i Oliva.
Han grundade Churfürstliche Bibliothek zu Cölln an der Spree 1661.
Fredrik Vilhelm bröt därefter, delvis med ganska hårda medel, de motspänstiga preussiska ständernas makt och gjorde sig även i Preussen så gott som enväldig. Sitt arbete på landets inre uppbyggnad fortsatte han och anlade bland annat 1668 Friedrich-Wilhelm-kanalen, som förband Oder med Spree.
Han ensam bland alla samtida tyska furstar omfattade tanken att skapa en krigsflotta och låta sitt land ta del i de stora kolonisationsföretagen i främmande världsdelar. Efter 1675 började han sätta sina planer i verket. Den brandenburgska örlogsflaggan svajade på havet, och på Guldkusten i Afrika reste sig fästet Gross-Friedrichsburg, omgivet av ett så småningom vidgat landområde.
Frankrikes tilltagande makt vid Rhen oroade Fredrik Vilhelm, och vid Ludvig XIV:s angrepp på Nederländerna skyndade han detta land till hjälp. Sveriges försök att bistå Frankrike gav honom tillfälle att återuppta de aldrig glömda anspråken på Svenska Pommern. Han ledde de brandenburgska trupperna och besegrade den svenska armén i slaget vid Fehrbellin 1675, och 1675–1678 lyckades han också erövra hela Pommern. Han tvingades dock av den segrande Ludvig XIV att i freden i Saint Germain 1679 återlämna hela det erövrade området.
Missmodig övergav Fredrik Vilhelm då sin kejsarvänliga politik, varigenom de franska reunionerna underlättades, mottog subsidier av Ludvig XIV och lovade honom sin röst vid nästa kejsarval. Under sina sista år avlägsnade han sig dock åter från Frankrike, mottog fördrivna hugenotter i sitt land, varigenom näringslivet främjades, och slöt 1686 ett hemligt avtal med kejsaren, där han mot erhållande av kretsen Schwiebus uppgav de anspråk han hade på delar av Schlesien, och lovade kejsaren sitt understöd i spanska tronföljdsfrågan.
De sista åren av Fredrik Vilhelms regeringstid präglades av sviktande hälsa  och konflikter rörande delningen av Brandenburg mellan sönerna, som ställdes på sin spets efter den näst äldste överlevande sonen Ludvigs plötsliga död 1687. Efter Fredrik Vilhelms död 1688 avgjordes konflikten till den äldste överlevande sonen, kurprinsen Fredriks fördel; markgrevskapet Brandenburg förblev odelat som suverän stat, medan Fredriks yngre halvbröder erhöll egendomar från moderns omfattande arv.
Fredrik Vilhelm är begravd i Hohenzollernkryptan under Berliner Dom.

## Familj

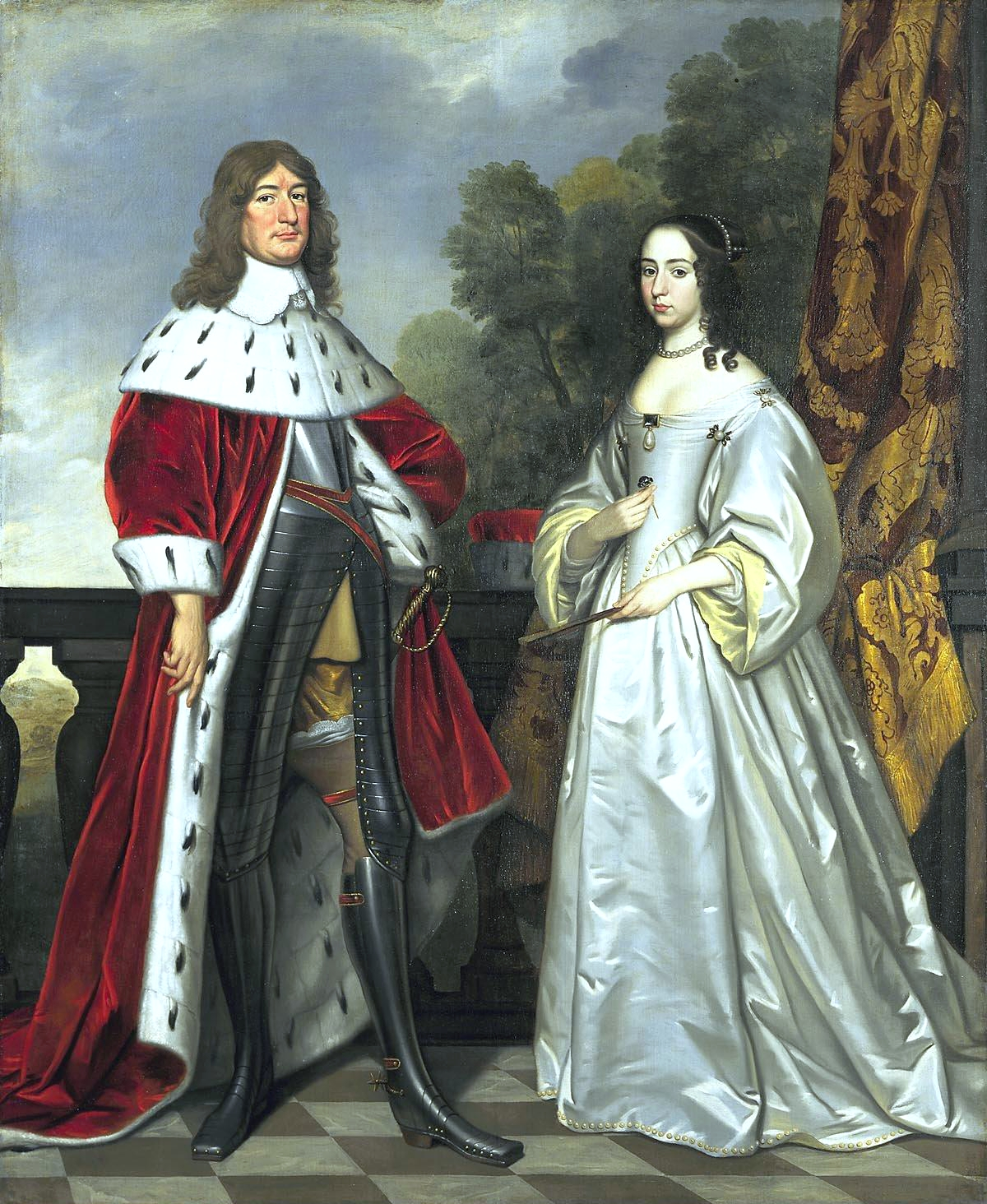
Fredrik Vilhelm I med första hustrun Lovisa Henrietta av Oranien-Nassau, oljemålning av Gerrit van Honthorst målad omkring 1647. Målningen finns på Mauritshuis i Haag.

Fredrik Vilhelm var gift två gånger, första gången från 1646 till 1667 med Lovisa Henrietta av Oranien-Nassau, med vilken han fick sex barn, och andra gången från 1668 till sin död med Sofia Dorotea av Holstein, med vilken han fick sju barn.
Till förmån för sina fyra söner med Sofia Dorothea av Holstein företog han i sitt testamente en delning av statsområdet, men testamentet omstörtades efter hans död.

### Barn
- Med Lovisa Henrietta
  1. Vilhelm Henrik (född 1648, död 1649).
  2. Karl Emil (född 1655, död 1674), kurprins av Brandenburg.
  3. Fredrik III (född 1657, död 1713), kurfurste av Brandenburg 1688–1713, från 1701 även kung i Preussen som Fredrik I.
  4. Amalia (född 1664, död 1665), tvilling.
  5. Henrik (född och död 1664), tvilling.
  6. Ludvig (född 1666, död 1687).
- Med Sofia Dorotea
  1. Filip Vilhelm (född 1669, död 1711), titulär markgreve av Brandenburg-Schwedt, herre till Schwedt-Wildenbruch, ståthållare i hertigdömet Magdeburg.
  2. Maria Amalia (född 1670, död 1739), gift 1687–1688 med arvfursten Karl av Mecklenburg-Güstrow, omgift 1689 med hertig Moritz Vilhelm av Sachsen-Zeitz.
  3. Albrekt Fredrik (född 1672, död 1731), preussisk general, johanniterriddare, herremästare av Sonnenburg.
  4. Karl Filip (född 1673, död 1695), titulär markgreve av Brandenburg-Schwedt.
  5. Elisabeth Sofia (född 1674, död 1748), hertiginna av Kurland, markgrevinna av Brandenburg-Bayreuth samt hertiginna av Sachsen-Meiningen genom sina tre respektive äktenskap.
  6. Dorotea (född 1675, död 1676).
  7. Kristian Ludvig (född 1677, död 1734), ståthållare i Halberstadt.